# Морман, Эбба
«Эбба» Жанетта Морман (швед. «Ebba» Jeanette Morman; 1769 — 9 октября 1802) — шведская актриса. Она активно работала в Королевском драматическом театре в 1791—1802 годах и была популярной актрисой, известной своими «демоническими» ролями.

## Биография
Эбба Морман вышла замуж за священника Юхана Петера Бролина в 1788 году, но была разведена уже в 1792 году, когда она подписывала контракт под именем Эбба Жанетты де Морман. Она состояла в отношениях с актёром Карлом Шюландером с 1792 года до своей смерти от туберкулёза в 1802 году. Они поженились незадолго до её смерти.

### Карьера
Эбба Морман дебютировала в Королевском драматическом театре в 1791 году. Она выступала в Королевской шведской опере в Стокгольме до того, как в 1792 году получила контракт с Королевским драматическим театром. Эбба Морман была ценным членом Королевского драматического театра и имела право отказать в замене любому актёру, кроме двух звёзд: Фредрики Лёф и Марии Луизы Маркаде. Она также выступала в качестве приглашённой актрисы в театре Стенборг.
Эбба Морман была трагической актрисой, но прежде всего её помнили как звезду «дьявольских» женских ролей. Она исполняла роли ведьм, убийц и других подобных персонажей и достигла такой известности в своих интерпретациях отрицательных персонажей, что «публика любила и ненавидела её». Было дано следующее её описание: «высокая и худая, с длинным лицом, острым подбородком и чёрными глазами, излучающими мрачный огонь. Бледная кожа была словно приклеена к её щекам. Её внешность полностью соответствовала её жанру, который был дьявольским». О её способности также говорили так: «потрясающая в кокетливых, отвратительных женских ролях: создательниц ядов, тиранов и т. д.»